# Phimophis guianensis
Phimophis guianensis — вид змій родини полозових (Colubridae). Мешкає в Південній Америці і Панамі.

## Поширення і екологія
Phimophis guerini мешкають на тихоокеанських низовинах Панами, на півночі Колумбії, Венесуели, Гаяни, Суринаму і Французької Гвіани, а також в бразильських штатах Амапа і Пара.  Вони живуть в сухих чагарникових заростях, що ростуть на відкритих рівнинах, а також в саванах та на прибережних піщаних дюнах. В Панамі зустрічаються на висоті до 275 м над рівнем моря. Живляться ящірками, відкладають яйця.